# 고급 오디오 부호화
고급 오디오 부호화(Advanced Audio Coding, AAC, 표준문서ISO/IEC 13818-7)는 디지털 오디오에서 쓰이는 표준적인 손실 데이터 압축방식이다. AAC는 MP3의 성공적인 후계자로써, MP3를 개발한 프라운호퍼 협회 산하의 집적회로 연구소의 기술이 많이 들어갔으며 그 외에 Dolby Lab. 등의 업체에서 개발한 기능들이 포함되었다.
AAC는 유튜브, 애플의 아이폰, 아이팟, 아이튠즈에 사용되는 기본 오디오 포맷으로, 아이튠즈 스토어의 모든 음원에 사용되고 있다.
AAC는 소니의 플레이스테이션 3의 표준 오디오 포맷으로 사용되고 있으며, MPEG-4 비디오 표준에도 사용되고 있다.
또한 위성 DMB 및 해외 지상파 DMB 등의 오디오 표준으로 사용되고 있으며 한국에서는 지상파 DMB의 오디오 표준으로 AAC 대신 BSAC을 사용하고 있다.
AAC는 닌텐도의 닌텐도 DSi와, 닌텐도 DSi LL, Wii에서 SD카드에 넣은 음악을 플레이할 때 사용하는 파일 포맷이다.
현재 주요 음원 사이트에서 사용하고 있는 압축 포맷이다.(유튜브에서도 사용 중)

## 개선점
AAC는 이전까지 기술적인 문제가 있었던 MP3의 한계를 뛰어넘었다. 대표적인 기능 개선으로 다음과 같은 것을 꼽을 수 있다.
- 샘플 주파수의 확장 (MP3에서는 8Khz ~ 48Khz까지였으나 8Khz ~ 96Khz로 확장)
- 최대 48채널로 확장 (MPEG-1 모드에서는 2채널, MPEG-2 모드에서는 5.1채널이 최대)
- 고정 비트레이트에서도 필요에 따라서 비트를 가변적으로 할당한다.
- 조인트 스테레오가 더욱 유용해졌다. 그리하여 저 비트레이트에서 음이 뭉개지는 현상을 개선하였다.
- 알고리즘을 하이브리드(Hybrid) 형식에서 수정 이산 코사인 변환(Pure MDCT) 형식으로 바꾸어서 더욱 효율적인 인코딩이 가능해졌다.

이외에도 AAC는 기존 MP3가 가지던 문제의 대부분을 획기적으로 개선했으며 특히 HE-AAC에서는 저 비트레이트에서도 음역 보존률이 아주 좋다.
가장 최근 표준화된 MPEG Surround에서도 baseline으로 AAC가 기본적으로 사용될 수 있다.

## 같이 보기
- 고효율 고급 오디오 부호화 (HE-AAC)
- AAC-LD
- MPEG-4 포맷